# آبشار واتاپاری
آبشار واتاپاری (به انگلیسی: Vattaparai Falls) آبشاری است که در تامیل نادو واقع شده و ارتفاع کلی ریزشگاه آن ۴۰ متر است.